# Noriko Nakagoshi
Noriko Nakagoshi (中越典子, Nakagoshi Noriko), née le 31 décembre 1979 à Saga dans la préfecture du même nom, est une actrice japonaise.

## Filmographie sélective

### Au cinéma
- 2006 : Strawberry Shortcakes
- 2006 : Unholy Women
- 2007 : Appartement 1303
- 2007 : Sugata Sanshiro
- 2007 : Le Pays des cerisiers
- 2008 : 4 shimai tantei dan
- 2014 : Projet Zero : Un mal qui n’atteint que les filles (劇場版 零～ゼロ～, Gekijōban zero?) de Mari Asato (en)
- 2017 : Sekigahara (関ヶ原, Sekigahara?) de Masato Harada : Hanano

### À la télévision
- 2001 : Héros (série TV)
- 2002 : Trick 2
- 2003 : Kokoro
- 2004 : Pride (2004)
- 2005 : Yoshitsune (2005)